# Metaphrynella
Metaphrynella is een geslacht van kikkers uit de familie smalbekkikkers (Microhylidae). De groep werd voor het eerst wetenschappelijk beschreven door Hampton Wildman Parker in 1934.
Er zijn twee soorten die voorkomen in delen van Azië en leven op het schiereiland Malakka en het eiland Borneo. De habitat bestaat uit vochtige bossen, meestal in lager gelegen streken.
De voortplanting is opmerkelijk; de kikkers planten zich voort op het land. Hiertoe worden holtes in bomen en grote bamboescheuten gebruikt die gevuld zijn met water. In de holtes lokt een mannetje het vrouwtje door haar te roepen. Het mannetje is in staat zijn roep aan te passen aan het volume van zijn hol in een boom of bamboestengel, zodat een zo hard mogelijk geluid ontstaat.
Als een vrouwtje zich aandoet vindt de paring plaats in het hol. De eieren worden vervolgens in het water van de holte afgezet. Ondanks dat de kikkers zich in afwezigheid van oppervlaktewater kunnen voortplanten, ontwikkelen de kikkervisjes zich dus toch in het water.

## Taxonomie
Geslacht Metaphrynella
- Soort Metaphrynella pollicaris
- Soort Metaphrynella sundana

Glyphoglossus · 
Kaloula · 
Metaphrynella · 
Microhyla · 
Micryletta · 
Phrynella · 
Uperodon